# Alphonse Charpiot
Alphonse Charpiot (Erstein, 4 agosto 1879 – Colmar, 3 aprile 1957) è stato un ciclista su strada francese, professionista dal 1908 al 1912.
Prese parte a quattro edizioni del Tour de France ritirandosi in tutte. Nel 1911 fu secondo nella Parigi-Roubaix dietro Octave Lapize.

## Palmarès
- 1909

Digione-Lione - Grand Prix Wolber

## Piazzamenti

### Grandi Giri
- Tour de France

1908: ritirato (8ª tappa)
1910: ritirato (5ª tappa)
1911: ritirato (14ª tappa)
1912: ritirato (13ª tappa)

### Classiche monumento
- Parigi-Roubaix

1910: 36º
1911: 2º